# フランチェスコ・フォンターナ

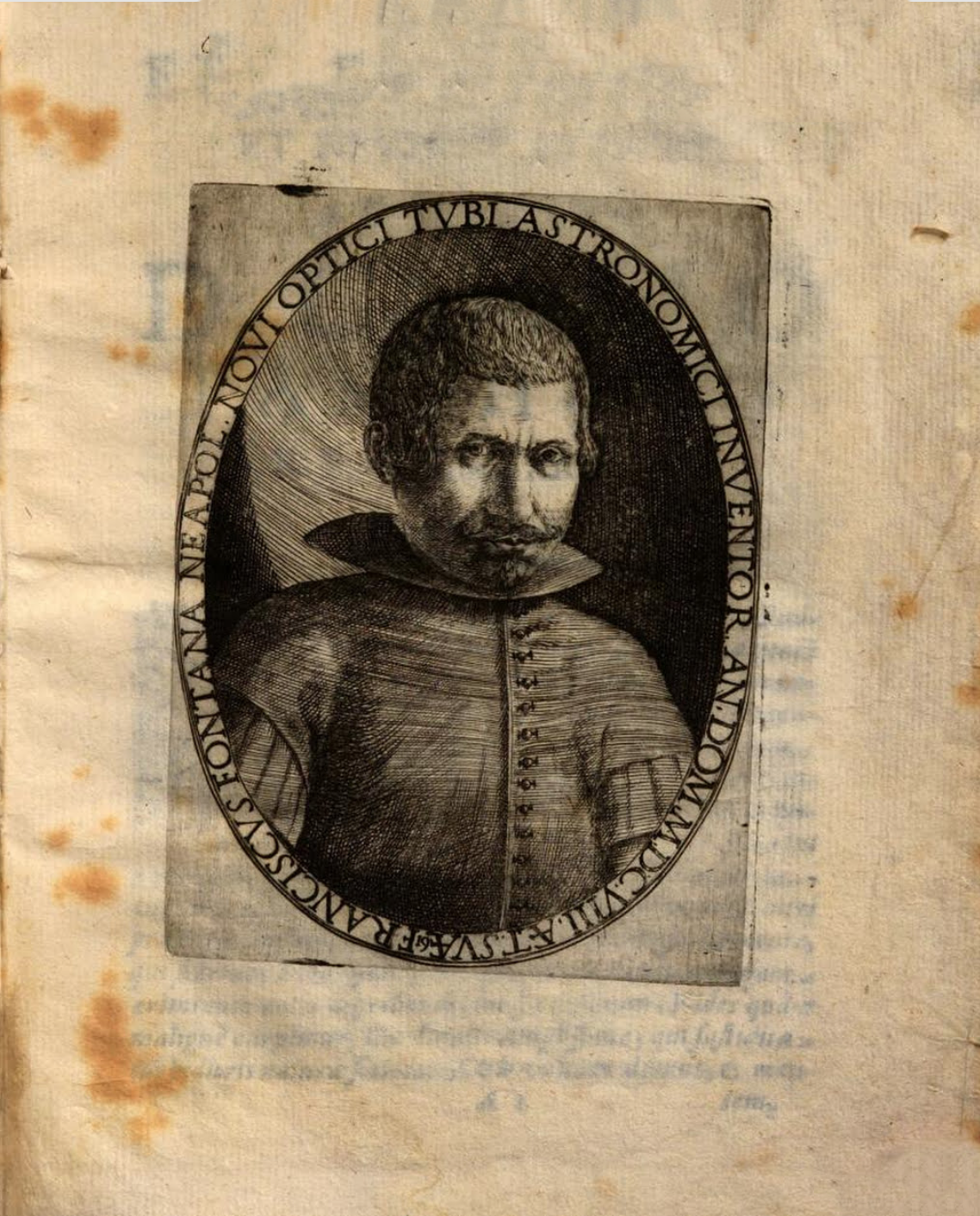
フランチェスコ・フォンターナ

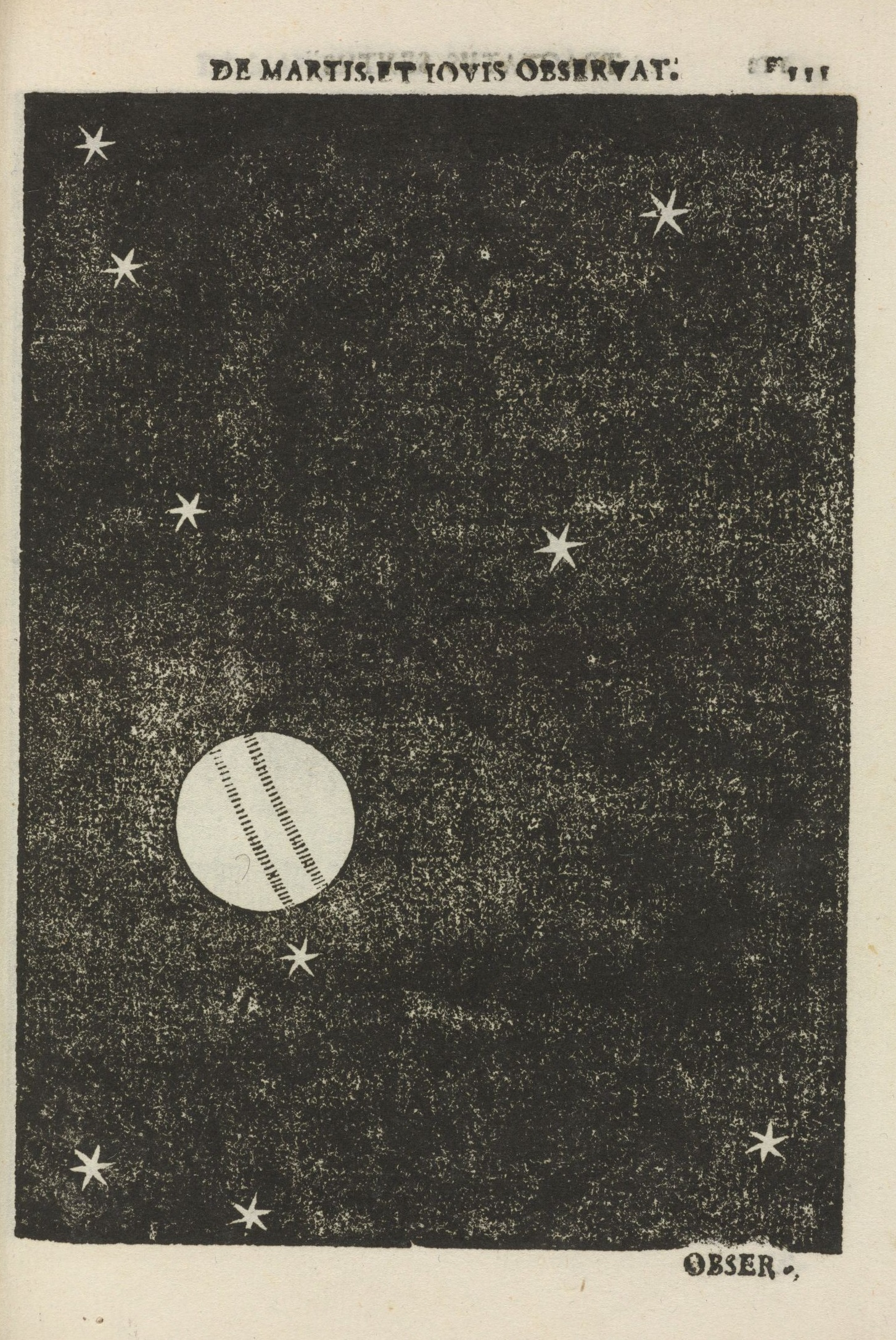
Novae coelestium terrestriumque, 1646

フランチェスコ・フォンターナ（Francesco Fontana 、1585年または1602年 - 1656年）はイタリアの法律家、天文家。1646年に月面図を出版した。
1646年に著書Novae coelestium terrestriumq[ue] rerum observationes, et fortasse hactenus non vulgataeを出版し、自作の望遠鏡で観測した月や惑星のスケッチを発表した。ガリレオ・ガリレイの月面図より詳しいとされる。
月のクレータにフォンターナの名が命名されている。